# 高倉永俊
高倉 永俊 （たかくら ながとし）は、江戸時代初期の公家。権大納言・高倉永敦の長男。官位は従四位下・左兵衛佐。高倉家12代。

## 経歴
権大納言・高倉永敦の長男として誕生。後光明朝の寛永21年（1644年）叙爵。のちに従四位下・左兵衛佐に昇進するも、明暦4年（1658年）に19歳で死去した。
子がおらず、同母弟の永重が家督を継いだ。

## 官歴
『系図纂要』による
- 寛永21年（1644年） 正月5日：叙爵（従五位下）
- 時期不明：左兵衛佐、従四位下
- 明暦4年（1658年） 正月9日：薨去（享年19）

## 系譜
『系図纂要』による
- 父：高倉永敦
- 母：持明院基定の娘
- 養子：高倉永重 - 同母弟